# Église Saint-Alman de Quincé
L'église Saint-Alman est une église située à Brissac-Quincé, en France.

## Localisation
L'église est située dans le département français de Maine-et-Loire, sur la commune de Brissac-Quincé.

## Historique
L'édifice est inscrit au titre des monuments historiques en 2001.